# Olios puniceus
Olios puniceus là một loài nhện trong họ Sparassidae.
Loài này thuộc chi Olios. Olios puniceus được Eugène Simon miêu tả năm 1880.